# Claire Hamilton
Claire Hamilton, född den 31 januari 1989 i Lockerbie, Storbritannien, är en brittisk curlingspelare.
Hon tog OS-brons i damernas curlingturnering i samband med de olympiska curlingtävlingarna 2014 i Sotji.